# Mariah Padang
Mariah Padang is een bestuurslaag in het regentschap Serdang Bedagai van de provincie Noord-Sumatra, Indonesië. Mariah Padang telt 1321 inwoners (volkstelling 2010).